# Brea Grant
Brea Grant est une actrice, scénariste et réalisatrice américaine, née le 16 octobre 1981 à Marshall (Texas).
Elle est notamment connue pour son rôle de Daphne Millbrook dans la série télévisée Heroes et de Ryan Chambers dans la série Dexter.

## Biographie
Brea Colleen Grant est née le 16 octobre 1981 à Marshall, au Texas. Elle est diplômée de l'Université du Texas à Austin. Elle mesure 1,57 mètre.

### Carrière
Sa carrière inclut plusieurs rôles comme un épisode dans Cold Case : Affaires classées, trois épisodes de Friday Night Lights, comme la junkie (non créditée) dans Max Payne et comme Rasha dans Battle Planet.
Brea a aussi connu du succès dans le monde du comic. Elle a créé une mini-série de magazine de bandes dessinées We Will Bury You avec son frère Zane Grant et l'artiste Kyle Strahm[réf. souhaitée]. Elle a continué en écrivant la mini-série Suicide Girls, basée sur le site Web de pin-up du même nom[réf. souhaitée].
C'est à la suite de son rôle de Daphne Millbrook, une femme se déplaçant à la vitesse de la lumière, pendant 16 épisodes de la série Heroes, qu'elle s'est fait connaitre du grand public.
Elle a obtenu un rôle dans la sixième saison de la série Dexter, où elle interprète Ryan Chambers, une jeune stagiaire dans le laboratoire de Masuka.

## Filmographie

### Cinéma

#### Longs métrages
- 2007 : You're So Dead : Candy
- 2008 : Corpse Run : Liberty
- 2008 : Middle of Nowhere : Jean
- 2008 : Midnight Movie : Rachael
- 2008 : Max Payne de John Moore : la junkie (non créditée)
- 2008 : Battle Planet : Rasha
- 2009 : Halloween 2 : Mya Rockwell[n 1]
- 2010 : Trance : Chloe
- 2010 : The Weathered Underground : Liz[n 2]
- 2011 : Homecoming : Estelle
- 2012 : The Baytown Outlaws : Les Hors-la-loi (The Baytown Outlaws) : Pammy[n 1]
- 2013 : Best Friends Forever : Harriet
- 2013 : Detour : Laurie
- 2014 : Oliver, Stoned. de Tom Morris : Megan
- 2015 : Pitch Perfect 2 d'Elizabeth Banks : la conseillère d'orientation de l'université
- 2016 : Smothered de John Schneider : Deedee
- 2016 : Alleluia! The Devil's Carnival de Darren Lynn Bousman : Click / The Rosy Bayonettes
- 2016 : Beyond the Gates de Jackson Stewart : Margot McKenzie
- 2016 : Worry Dolls de Padraig Reynolds : Becca
- 2016 : Dead Awake de Phillip Guzman : Linda Noble
- 2017 : A Ghost Story de David Lowery : Carla
- 2017 : Dead Night de Brad Baruh : Casey Pollack
- 2017 : Sleep No More de Phillip Guzman : Frannie
- 2017 : Girls Like Magic de Kit Williamson : Casey
- 2017 : Bad Apples de Bryan Coyne : Ella
- 2018 : All the Creatures Were Stirring de David Ian et Rebekah McKendry : Sally
- 2020 : The California No de Ned Ehrbar : l'actrice célèbre
- 2022 : Night Sky de Jacob Gentry : Annie[2]

#### Courts métrages
- 2008 : Multiple Choice : Barb
- 2008 : Smooch : Randi Spotswood
- 2010 : Lost/Loved
- 2010 : PSA: An Important Message from Women Everywhere : une femme
- 2011 : The Closet : Charlette
- 2012 : Tournament of Nerds : le juge / elle-même
- 2012 : The Viral Man : Luna
- 2013 : Where Are My Dragons
- 2013 : The Root of the Problem : l'infirmière Su
- 2013 : Drop Electric: Higgs Boson : Holly / Molly
- 2013 : The Better Half : Aubrey
- 2014 : Doubles de Jacob Motz : Vera
- 2014 : Werewolves d'Eric Kissack (en) : Mary
- 2015 : Ninja Masters 4: The Possession de Jackson Stewart : Brea
- 2016 : The Machine de Jordan Wayne Long : Aleph
- 2016 : Night Watch de Barry Battles : Ana
- 2018 : Light in Dark Places de Lagueria Davis : Joss
- 2024 : Y2Kevin d'elle-même : Lilia

### Télévision

#### Téléfilms
- 2011 : Une coupable idéale (The Perfect Student) : Jordan
- 2011 : Terreur dans l'Arctique (Ice Road Terror) : Rachel Harris
- 2012 : A Year Without Rent : elle-même (documentaire)
- 2014 : Statut suspect (Status: Unknown) de Vanessa Parise : Diana

#### Séries télévisées
- 2008 : Friday Night Lights : Jean Binnel (3 épisodes)
- 2008 : Cold Case : Affaires classées (Cold Case) : Liza West (saison 5, épisode 17)
- 2008 : Raising the Bar : Justice à Manhattan : Heather Dreeban (saison 1, épisode 2)
- 2008-2009 : Heroes : Daphne Millbrook (16 épisodes)
- 2008 : Heroes Unmasked : elle-même (3 épisodes)
- 2009 : Valley Peaks : Lizabeth Hardchild (saison 1, épisodes 8 et 9)
- 2010 : Those Aren't Muskets : Ellen (saison 1, épisode 4)
- 2010 : A Good Knight's Quest : agent Zero (saison 1, épisodes 11 et 12)
- 2010 : Infinity Strategists : Marissa (saison 1, épisode 1)
- 2011 : Les Experts : Miami : Cheryl Brown (saison 9, épisode 18)
- 2011 : The Guild : elle-même (saison 5, épisodes 4 et 9)
- 2011 : Dexter : Ryan Chambers (4 épisodes, saison 6)
- 2012 : Game Shop : Chloe (11 épisodes)
- 2012 : NCIS : Los Angeles : Mia Jameson (saison 3, épisode 20)
- 2012 : BlackBoxTV : Jen (épisode 22 : Kidnapped)
- 2013-2015 : EastSiders : Bri (8 épisodes)
- 2013 : Maron : Ivy (saison 1, épisode 5)
- 2013 : Date-A-Max : Sandy (saison 2, épisode 8)
- 2013 : Anger Management : Ellie (saison 2, épisode 36)
- 2014 : The Real Housewives of Horror : Heather Bradford (5 épisodes) (également scénariste)
- 2014 : NCIS : Nouvelle-Orléans (NCIS: New Orleans) : Trish (saison 1, épisode 10)
- 2015 : RocketJump: The Show : la cadre (saison 1, épisode 3)
- 2017 : The Arrangement : Tessa (saison 1, épisode 7)
- 2017 : That Moment When : Stacy Defoe (saison 1, épisode 7)

#### Émissions
- 2010 : A Comicbook Orange : elle-même (interview)
- 2010 : The RadNerd Show : elle-même
- 2011 : Nerd Rage : elle-même
- 2011 : What's Trending : elle-même
- 2014 : Welcome to Neverland : elle-même

### Comme réalisatrice
- 2013 : Best Friends Forever (également scénariste)
- 2019-2020 : Pandora (3 épisodes)
- 2020 : 12 Hour Shift (en) (également scénariste)
- 2022 : Torn Hearts (en)
- 2024 : MLM (court métrage)
- 2024 : Y2Kevin (court métrage)

## Voix francophones
En France, Ingrid Donnadieu est la voix française la plus régulière de Brea Grant. Marie Tirmont l'a également doublée à deux reprises.
Au Québec, il y a peu d'éléments concernant le doublage de l'actrice.
En France
| - Ingrid Donnadieu dans (les séries télévisées) : - Heroes - Les Experts : Miami - Dexter - NCIS : Nouvelle-Orléans - Marie Tirmont dans : - Une coupable idéale (téléfilm) - NCIS : Los Angeles (série télévisée) | et aussi - Annabelle Roux dans Friday Night Lights (série télévisée) - Caroline Victoria dans Halloween 2 - Julie Turin dans Anger Management (série télévisée) - Ludivine Deworst dans A Ghost Story |

Au Québec
- Émilie Bibeau dans Halloween 2[4]